# Raul Lall
Raul Lall (Georgetown, 27 de julho de 1994) é um judoca guianês que participou das Olimpíadas de 2012 na categoria até 60 kg. Perdeu na segunda fase para Eisa Majrashi, não alcançando nenhuma medalha nesta competição.